# أندريا فوستر
أندريا فوستر (بالإنجليزية: Andrea Foster)‏ هي منافسة ألعاب القوى غيانية، ولدت في 12 مارس 1997.

## وصلات خارجية
- أندريا فوستر على موقع الاتحاد الدولي لألعاب القوى (الإنجليزية)